# Ріта Морено
Росіта Долорес Алверіо (ісп. Rosita Dolores Alverio; нар. 11 грудня 1931), відома як Ріта Морено (ісп. Rita Moreno) — американська акторка, співачка й танцюристка з Пуерто-Рико.

## Життєпис

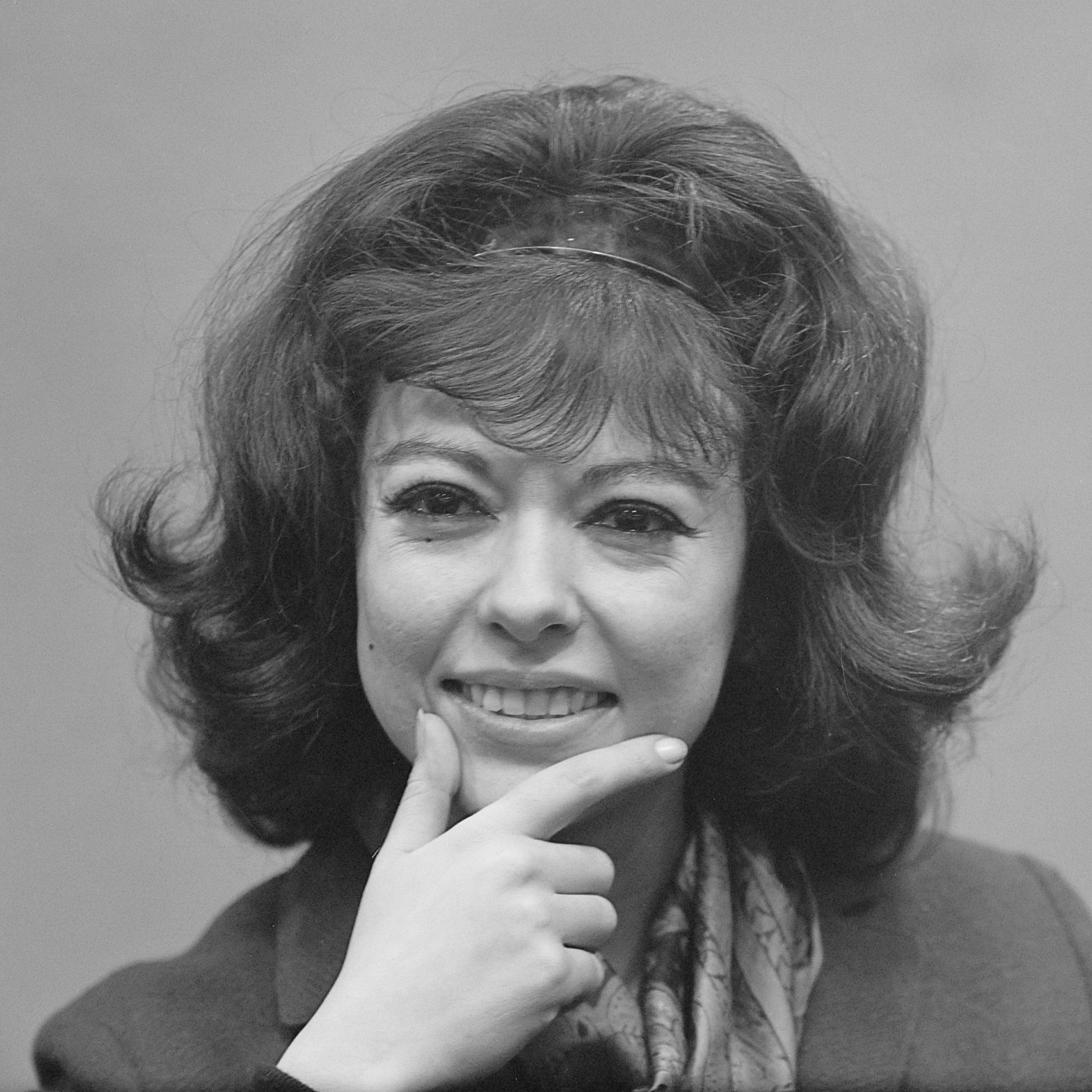
Ріта Морено, 1963 рік

Росіта Долорес Алверіо народилася у місті Умакао (Пуерто-Рико). Мати Ріти Морено (Роса Марія) була швачкою, а батько (Франціско Хосе «Пако» Алверіо) працював фермером. У 1936 році мати Ріти разом із донькою переїхала до Нью-Йорку. Потім Ріта взяла прізвище свого вітчима Едварда Морено.
Ріта почала вивчати мистецтво танцю незабаром після прибуття до Нью-Йорку. ЇЇ першим вчителем був іспанський танцюрист на прізвисько «Пако Кансіно» (дядько відомої американської акторки, танцюристки та режисерки Ріти Гейворт). В 11 років Ріта брала участь у створенні іспаномовних версій американських фільмів. У 13 років Морено дебютувала у Бродвейському театрі.
Фільм «Такі молоді, такі погані» (1950 рік) був дебютним в кінокар′єрі Ріти Морено (в титрах: Росіта Морено). Найбільш відомими фільмами 1950-х за участю Морено були «Рибалка з Нового Орлеана» (Тіна) та «Співаючи під дощем» (Зельда Зандерс).
У 1961 році вийшов фільм «Вестсайдська історія», в якому Ріта Морено зіграла роль Аніти. Цей фільм приніс акторці світову славу.
Ріта Морено також брала участь у проєктах на телебаченні (серіали «Електрична компанія», «Шоу Косбі», «Очерет» та інші).

## Вибрана фільмографія
- (1950) — Рибалка з Нового Орлеана
- (1952) — Співаючи під дощем
- (1961) — Вестсайдська історія
- (1969) — Марлоу
- (1981) — Пори року
- (1995) — Ангус
- (2021) — Вестсайдська історія

## Нагороди
Премія «Оскар» за найкращу жіночу роль другого плану: 1961 рік.
Премія «Золотий глобус» за найкращу жіночу роль другого плану: 1961 рік
Нагорода Греммі: 1972 рік
Прайм-тайм премія «Еммі»: 1977, 1978 роки
Президентська медаль Свободи: 2004 рік
Премія Гільдії кіноакторів США: 2013 рік
Премія Тоні: 1975 рік
Премія The Joseph Jefferson Award: 1968 рік